# Televizija Republike Srpske
Radio Televizija Republike Srpske (Радио Телевизија Републике Српске), abgekürzt RTRS / РТРС, ist der öffentlich-rechtliche Fernsehsender der Republika Srpska mit Sitz in Banja Luka. 
Der Sender gehört zur öffentlich-rechtlichen Rundfunkanstalt Radio-Televizija Republike Srpske (RTRS), die auch den Radiosender Radio Republike Srpske betreibt.

## Geschichte
Obwohl die öffentlich-rechtliche Rundfunkanstalt der Republika Srpska erst am 30. Dezember 1993 gegründet wurde, startete Sendebetrieb des öffentlich-rechtlichen Fernsehsenders bereits am 19. April 1992. Die erste Sendung die gesendet wurde, waren Nachrichten. 
Im Jahr 2001 wurde das Internetangebot der RTRS gestartet, das jeweils Ende 2002, im März 2004, im März 2009 und im Oktober 2012 modernisiert wurde.
Seit Juni 2003 strahlt Televizija Republike Srpske auch einen Teletext, der im Oktober 2004 zweimal modernisiert wurde.
Generaldirektor der Rundfunkanstalt war von 2002 bis 2013 Dragan Davidović, seit 1. Oktober 2013 ist es Rajko Radovanović.

## Programm
RTRS sendet an Werktagen 18 Stunden am Tag. An Wochenenden wird ein 24-stündiges Programm gesendet. Der Anteil an Eigenproduktionen im Gesamtprogramm beträgt 55 Prozent.

## Empfang
Der Sender wird in der ganzen Republika Srpska über analoges Terrestrisches Fernsehen verbreitet. Deshalb ist auch ein terrestrischer Empfang in Teilen Serbiens, Montenegros und Kroatiens möglich. Seit Juni 2007 ist der Sender über Satellit zu empfangen. Es wird auch ein Livestream angeboten, der den Sender weltweit empfangbar macht.